# Kvalifikace na Mistrovství světa ve fotbale 2010 (UEFA) – skupina 2
V kvalifikaci na Mistrovství světa ve fotbale 2010 ve skupině 2 hrálo 6 národních týmů: Švýcarsko, Řecko, Lotyšsko, Izrael, Lucembursko a Moldavsko. Přímo na Mistrovství světa ve fotbale 2010 postoupilo mužstvo Švýcarska, Řecko postoupilo do baráže.
| Tým         | Z  | V | R | P | GV | GI | +/- | B  |
| ----------- | -- | - | - | - | -- | -- | --- | -- |
| Švýcarsko   | 10 | 6 | 3 | 1 | 18 | 8  | 10  | 21 |
| Řecko       | 10 | 6 | 2 | 2 | 20 | 10 | 10  | 20 |
| Lotyšsko    | 10 | 5 | 2 | 3 | 18 | 15 | 3   | 17 |
| Izrael      | 10 | 4 | 4 | 2 | 20 | 10 | 10  | 16 |
| Lucembursko | 10 | 1 | 2 | 7 | 4  | 28 | -24 | 5  |
| Moldavsko   | 10 | 0 | 3 | 7 | 6  | 18 | -12 | 3  |

- Švýcarsko postoupilo na Mistrovství světa ve fotbale 2010.
- Řecko se zúčastnilo baráže.

## Zápasy
| 6. září 2008 19:00 UTC+3 |        |                           |                         |
| Moldavsko                | 1 – 2  | Lotyšsko                  | Zimbru Stadium, Kišiněv |
| Alexeev 76'              | Report | Karlsons 8' Astafjevs 22' | Zimbru Stadium, Kišiněv |

| 6. září 2008 20:15 UTC+2 |        |                                                 |                               |
| Lucembursko              | 0 – 3  | Řecko                                           | Stade Josy Barthel, Lucemburk |
|                          | Report | Torosidis 36' Gekas 45+1' Charisteas 76' (pen.) | Stade Josy Barthel, Lucemburk |

| 6. září 2008 20:55 UTC+3 |        |                    |                             |
| Izrael                   | 2 – 2  | Švýcarsko          | Ramat Gan Stadium, Tel Aviv |
| Benayoun 73' Sahar 90+2' | Report | Yakin 45' Kufo 56' | Ramat Gan Stadium, Tel Aviv |

| 10. září 2008 21:15 UTC+3 |        |               |                       |
| Lotyšsko                  | 0 – 2  | Řecko         | Skonto Stadions, Riga |
|                           | Report | Gekas 10' 49' | Skonto Stadions, Riga |

| 10. září 2008 20:30 UTC+3 |        |                     |                         |
| Moldavsko                 | 1 – 2  | Izrael              | Zimbru Stadium, Kišiněv |
| Picusceac 1'              | Report | Golan 39' Saban 45' | Zimbru Stadium, Kišiněv |

| 10. září 2008 20:30 UTC+2 |        |                            |                       |
| Švýcarsko                 | 1 – 2  | Lucembursko                | Stade de Suisse, Bern |
| Kufo 43'                  | Report | Strasser 27' A. Leweck 87' | Stade de Suisse, Bern |

| 11. říjen 2008 20:15 UTC+2 |        |                                        |                               |
| Lucembursko                | 1 – 3  | Izrael                                 | Stade Josy Barthel, Lucemburk |
| Peters 14'                 | Report | Benayoun 1' (pen.) Golan 63' Tuama 82' | Stade Josy Barthel, Lucemburk |

| 11. říjen 2008 17:45 UTC+2 |        |             |                       |
| Švýcarsko                  | 2 – 1  | Lotyšsko    | Stade de Suisse, Bern |
| Frei 63' Kufo 73'          | Report | Ivanovs 71' | Stade de Suisse, Bern |

| 11. říjen 2008 21:30 UTC+3         |        |           |                            |
| Řecko                              | 3 – 0  | Moldavsko | Karaiskákis Stadium, Atény |
| Charisteas 31' 51' Katsouranis 40' | Report |           | Karaiskákis Stadium, Atény |

| 15. říjen 2008 19:00 UTC+3 |        |              |                       |
| Lotyšsko                   | 1 – 1  | Izrael       | Skonto Stadions, Riga |
| Koļesničenko 89'           | Report | Benayoun 50' | Skonto Stadions, Riga |

| 15. říjen 2008 20:15 UTC+2 |        |           |                               |
| Lucembursko                | 0 – 0  | Moldavsko | Stade Josy Barthel, Lucemburk |
|                            | Report |           | Stade Josy Barthel, Lucemburk |

| 15. říjen 2008 21:30 UTC+3 |        |                          |                            |
| Řecko                      | 1 – 2  | Švýcarsko                | Karaiskákis Stadium, Atény |
| Charisteas 68'             | Report | Frei 42' (pen.) Kufo 77' | Karaiskákis Stadium, Atény |

| 28. březen 2009 17:00 UTC+1 |        |                                                       |                               |
| Lucembursko                 | 0 – 4  | Lotyšsko                                              | Stade Josy Barthel, Lucemburk |
|                             | Report | Karlsons 25' Cauņa 48' Višņakovs 71' Perepļotkins 86' | Stade Josy Barthel, Lucemburk |

| 28. březen 2009 21:00 UTC+2 |        |           |                             |
| Izrael                      | 1 – 1  | Řecko     | Ramat Gan Stadium, Tel Aviv |
| Golan 55'                   | Report | Gekas 42' | Ramat Gan Stadium, Tel Aviv |

| 28. březen 2009 18:45 UTC+2 |        |                          |                         |
| Moldavsko                   | 0 – 2  | Švýcarsko                | Zimbru Stadium, Kišiněv |
|                             | Report | Frei 32' Fernandes 90+3' | Zimbru Stadium, Kišiněv |

| 1. duben 2009 18:30 UTC+3     |        |             |                       |
| Lotyšsko                      | 2 – 0  | Lucembursko | Skonto Stadions, Riga |
| Žigajevs 44' Verpakovskis 76' | Report |             | Skonto Stadions, Riga |

| 1. duben 2009 21:30 UTC+3         |        |           |                            |
| Řecko                             | 2 – 1  | Izrael    | Karaiskákis Stadium, Atény |
| Salpigidis 32' Samaras 67' (pen.) | Report | Golan 60' | Karaiskákis Stadium, Atény |

| 1. duben 2009 20:30 UTC+2 |        |           |                       |
| Švýcarsko                 | 2 – 0  | Moldavsko | Stade de Suisse, Bern |
| Kufo 20' Frei 52'         | Report |           | Stade de Suisse, Bern |

| 5. září 2009 21:00 UTC+3 |        |            |                             |
| Izrael                   | 0 – 1  | Lotyšsko   | Ramat Gan Stadium, Tel Aviv |
|                          | Report | Gorkšs 59' | Ramat Gan Stadium, Tel Aviv |

| 5. září 2009 19:00 UTC+3 |        |             |                         |
| Moldavsko                | 0 – 0  | Lucembursko | Zimbru Stadium, Kišiněv |
|                          | Report |             | Zimbru Stadium, Kišiněv |

| 5. září 2009 20:30 UTC+2   |        |       |                         |
| Švýcarsko                  | 2 – 0  | Řecko | St. Jakob-Park, Bazilej |
| Grichting 84' Padalino 87' | Report |       | St. Jakob-Park, Bazilej |

| 9. září 2009 21:00 UTC+3                                     |        |             |                             |
| Izrael                                                       | 7 – 0  | Lucembursko | Ramat Gan Stadium, Tel Aviv |
| Barda 9', 21', 44' Baruchyan 15' Golan 58' B. Sahar 63', 84' | Report |             | Ramat Gan Stadium, Tel Aviv |

| 9. září 2009 21:30 UTC+3 |        |                       |                       |
| Lotyšsko                 | 2 – 2  | Švýcarsko             | Skonto Stadions, Riga |
| Cauņa 62' Astafjevs 75'  | Report | Frei 43' Derdiyok 80' | Skonto Stadions, Riga |

| 9. září 2009 21:30 UTC+3 |        |           |                         |
| Moldavsko                | 1 – 1  | Řecko     | Zimbru Stadium, Kišiněv |
| Andronic 90'             | Report | Gekas 33' | Zimbru Stadium, Kišiněv |

| 10. říjen 2009 21:30 UTC+3                   |        |                       |                            |
| Řecko                                        | 5 – 2  | Lotyšsko              | Karaiskákis Stadium, Atény |
| Gekas 4', 47' (pen.), 57', 90+1' Samaras 73' | Report | Verpakovskis 12', 40' | Karaiskákis Stadium, Atény |

| 10. říjen 2009 21:00 UTC+2   |        |                |                             |
| Izrael                       | 3 – 1  | Moldavsko      | Ramat Gan Stadium, Tel Aviv |
| Barda 22', 70' Ben Dayan 65' | Report | Calincov 90+2' | Ramat Gan Stadium, Tel Aviv |

| 10. říjen 2009 17:45 UTC+2 |        |                            |                               |
| Lucembursko                | 0 – 3  | Švýcarsko                  | Stade Josy Barthel, Lucemburk |
|                            | Report | Senderos 6', 8' Huggel 22' | Stade Josy Barthel, Lucemburk |

| 14. říjen 2009 21:00 UTC+3 |        |                             |                       |
| Lotyšsko                   | 3 – 2  | Moldavsko                   | Skonto Stadions, Riga |
| Rubins 32', 44' Grebis 76' | Report | Ovseannicov 25' Sofroni 90' | Skonto Stadions, Riga |

| 14. říjen 2009 21:00 UTC+3 |        |                        |                            |
| Řecko                      | 2 – 1  | Lucembursko            | Karaiskákis Stadium, Atény |
| Torosidis 30' Gekas 33'    | Report | Papadopoulos 90' (vl.) | Karaiskákis Stadium, Atény |

| 14. říjen 2009 20:00 UTC+2 |        |        |                       |
| Švýcarsko                  | 0 – 0  | Izrael | Stade de Suisse, Bern |
|                            | Report |        | Stade de Suisse, Bern |

## Nejlepší střelci
| Poř. | Hráč               | Země      | Góly |
| ---- | ------------------ | --------- | ---- |
| 1    | Theofanis Gekas    | Řecko     | 10   |
| 2    | Elyaniv Barda      | Izrael    | 5    |
| 3    | Alexander Frei     | Švýcarsko | 5    |
| 3    | Blaise Kufo        | Švýcarsko | 5    |
| 5    | Angelos Charisteas | Řecko     | 4    |
| 5    | Omer Golan         | Izrael    | 4    |
| 7    | Yossi Benayoun     | Izrael    | 3    |
| 7    | Ben Sahar          | Izrael    | 3    |
| 7    | Māris Verpakovskis | Lotyšsko  | 3    |
| 10   | Georgios Samaras   | Řecko     | 2    |
| 10   | Vasilis Torosidis  | Řecko     | 2    |
| 10   | Vitālijs Astafjevs | Lotyšsko  | 2    |
| 10   | Aleksandrs Cauņa   | Lotyšsko  | 2    |
| 10   | Ģirts Karlsons     | Lotyšsko  | 2    |
| 10   | Andrejs Rubins     | Lotyšsko  | 2    |
| 10   | Philippe Senderos  | Švýcarsko | 2    |